# Jean-Luc Nancy
Jean-Luc Nancy (26. července 1940, Caudéran, Francie – 23. srpna 2021) byl francouzský filosof.

## Život
Roku 1962 ukončil studium filosofie v Paříži a publikoval knihy o Marxovi, o Kantovi, o Nietzschem a o Bretonovi. Krátce učil v Colmaru a od roku 1968 žije a přednáší ve Štrasburku. Roku 1973 získal doktorát pod vedením P. Ricoeura prací o Kantovi a v následujících letech pobýval jako profesor na různých univerzitách v Evropě i v USA. Působil také ve službách francouzské diplomacie a v různých politických funkcích. Roku 1987 byl v Toulouse zvolen docteur d´état prací o svobodě u Kanta, Schellinga a Heideggera. Brzy nato těžce onemocněl, musel podstoupit transplantaci srdce a několik let bojoval s rakovinou. Přestal přednášet a přerušil i své další činnosti, nicméně stále psal a publikoval. Roku 2000 popsal tuto zkušenost s nemocí v knize L´intrus (Vetřelec) a vrátil se do aktivního života. Jeho dílo inspirovalo několik filmů a Nancy sám v některých hrál.

## Hlavní díla
Nancy publikoval asi 40 knih, které byly zčásti přeloženy do různých jazyků, a stovky článků na nejrůznější témata, jeho pozornost se však soustřeďuje hlavně kolem otázek lidské společnosti, svobody a politiky. Největší vliv na něho měl Jacques Derrida, Jacques Lacan, ale také Descartes, Kant, Nietzsche a Heidegger.
- La titre de la lettre (Nadpis dopisu). Paris: Galilée, 1973 (spolu s Philippe Lacoue-Labarthe).
- Ego sum. Paris: Flammarion, 1979.
- La retrait du politique (Ústup politického). 1983 (vyd. spolu s Lacoue-Labarthe).
- La communauté désoeuvrée (Společenství bez práce). Paris: Christian Bourgois, 1983.
- L'Impératif catégorique (Kategorický imperativ). Paris: Flammarion, 1983.
- L'oubli de la philosophie (Zapomenutí filosofie). Paris: Galilée, 1986.
- L'expérience de la liberté (Zkušenost svobody). Paris: Galilée, 1988.
- Une Pensée finie (Konečné myšlení). Paris: Galilée, 1990.
- Corpus. Paris: Métailié, 1992.
- Le sens du monde (Smysl světa). Paris: Galilée, 1993.
- Être singulier pluriel (Být jeden plurál). Paris: Galilée, 1996.
- L'Intrus (Vetřelec). Paris: Galilée, 2000.
- La création du monde ou la mondialisation (Stvoření světa či mondializace). Paris: Galilée, 2002.
- Verite de la democratie (Pravda demokracie). Paris: Galilée, 2008.
- Je t'aime, un peu, beaucoup, passionnément... (Miluji tě, trochu, hodně, vášnivě...) Paris: Bayard Centurion, 2008.

### České překlady
(seznam českých překladů podle data původního vydání)
- NANCY, Jean-Luc. Nečinné společenství. Překlad Pelikán, Čestmír. Vydání první. vyd. Praha: Univerzita Karlova, nakladatelství Karolinum, 2019. 158 s. Dostupné online. ISBN 978-80-246-3866-9. Z francouzského originálu: La communauté désoeuvrée.